# Ньяндени, Номпумелело
Номпумелело «Мпуми» Ньяндени (англ. Nompumelelo "Mpumi" Nyandeni); 19 августа 1987) — южноафриканская футболистка, полузащитница. Выступала за сборную ЮАР, в составе которой сыграла более 100 матчей. Участница футбольных турниров Олимпиады 2012 и 2016 годов.

## Биография
Начинала карьеру в южноафриканском клубе «Детройт Лейдиз» (Мпумаланга), где выступала за молодёжный состав и взрослую команду.
Летом 2010 года перешла в российский клуб «Россиянка» (Красноармейск). Дебютный матч в высшей лиге России сыграла 30 июля 2010 года против «Звезды» (Звенигород), выйдя на замену в перерыве. Автором первого гола в чемпионате страны стала 19 сентября 2010 года, также в матче против «Звезды». Всего за 4 сезона в чемпионатах России сыграла 61 матч и забила 18 голов. Становилась чемпионкой России в сезонах 2010 и 2011/12, серебряным призёром сезона 2012/13, обладательница Кубка России 2010 года. В женской Лиге чемпионов УЕФА провела в составе российского клуба 20 матчей и забила 5 голов.
В 2014 году вернулась на родину, где ещё несколько сезонов выступала за клуб JVW из города Бедфордвью под Йоханнесбургом.
За сборную ЮАР выступает с 2002 года, один из первых своих матчей сыграла 8 декабря 2002 года в отборочном турнире чемпионата мира против Камеруна. Принимала участие в футбольных турнирах Олимпиады 2012 (3 матча) и 2016 (1 матч) годов, а также в финальных турнирах Кубка африканских наций 2014, 2016 и 2018 годов. В 2018 году стала серебряным призёром континентального чемпионата. Всего за сборную ЮАР провела более 100 матчей, стала одной из первых спортсменок в стране, достигших этого рубежа, наряду с Джанин ван Вик, Амандой Дламини и Ноко Матлоу. По состоянию на 2019 год провела за сборную не менее 149 матчей, забила не менее 7 голов[уточнить].
Участвовала в кампаниях ФИФА по охране здоровья и пропаганде здорового образа жизни вместе с рядом известных футболистов, в том числе с Лионелем Месси и Криштиану Роналду.